# Diocese de Bragança Paulista
A Diocese de Bragança Paulista (Dioecesis Brigantiensis in Brasilia) é uma divisão territorial da Igreja Católica no estado de São Paulo. O território da diocese situa-se no norte da região metropolitana da cidade de São Paulo, fazendo divisa com o estado de Minas Gerais, pela Serra da Mantiqueira. Sua sede é o município de Bragança Paulista, cidade episcopal desde 1925. No dia 6 de dezembro de 2009, tomou posse o sexto bispo, Dom Sérgio Aparecido Colombo.

## Dioceses limítrofes
- Ao sul: Jundiaí, São Paulo e Guarulhos.
- Ao norte: Pouso Alegre
- A leste:São José dos Campos e Mogi das Cruzes
- A oeste: Campinas e Amparo.

## Brasão de Armas
- Antigo: O antigo brasão de armas da Diocese de Bragança Paulista foi criado por ocasião do cinquentenário da criação a diocese, em 1975, por Dom José Lafayette Ferreira Álvares, e era assim caracterizado:
  - Descrição: escudo ibérico, de blau com uma cruz latina de goles, perfilada de jalde, descentrada à destra e acompanhada no cantão sinistro da ponta de um lírio de argente. O escudo assente sobre uma Cruz e um Báculo, de jalde,  passados em aspa, tendo como timbre uma mitra ornada. Fora do escudo, ladeando os braços da Cruz do campo, os algarismos referentes ao ano de criação da Diocese, sedo 19 à destra e 25 à sinistra. Sob o escudo, um listel de blau com a inscrição: DIŒCESIS BRIGANTIENSIS IN BRASILIA, em letras de jalde
- Novo: O brasão de armas da Diocese de Bragança Paulista foi alterado por decreto de Dom Sérgio Aparecido Colombo, em 4 de abril de 2010, ficando assim caracterizado:
  - Descrição: escudo de blau com um monte de três cômoros de jalde, tendo em chefe uma flor-de-lis sobre um crescente, ambos de argente; e em ponta um aguado de argente ondado de blau. O escudo está assente sobre uma Cruz com um traço e um Báculo, de jalde,  passados em aspa, tendo como timbre uma mitra ornada. Sob o escudo, um listel de blau com a inscrição: DIŒCESIS BRIGANTIENSIS IN BRASILIA, em letras de argente
  - Interpretação: O campo de blau (azul) representa o manto de Maria Santíssima, sob cuja proteção está posta toda a Diocese de Bragança Paulista. O monte representa a situação geográfica da diocese, entre as serras: da Mantiqueira, da Cantareira e do Japi, e sendo de jalde (ouro) traduz: nobreza, autoridade, premência, generosidade, ardor e descortínio. A flor-de-lis sobre o crescente simboliza Nossa Senhora da Conceição, padroeira da Diocese e seu metal argente (prata) traduz: inocência, castidade e pureza, três grandes virtudes da Mãe de Deus e nossa. O aguado de argente (prata) ondado de blau (azul) representa o Rio Jaguari, que deu nome, em 1763, ao primitivo povoado: "Conceição do Jaguari", sendo que seu metale sua cor têm os significados acima descritos. A cruz com o báculo decussados são suportes e símbolos do poder episcopal e a mitra é o timbre da sede diocesana.

## História

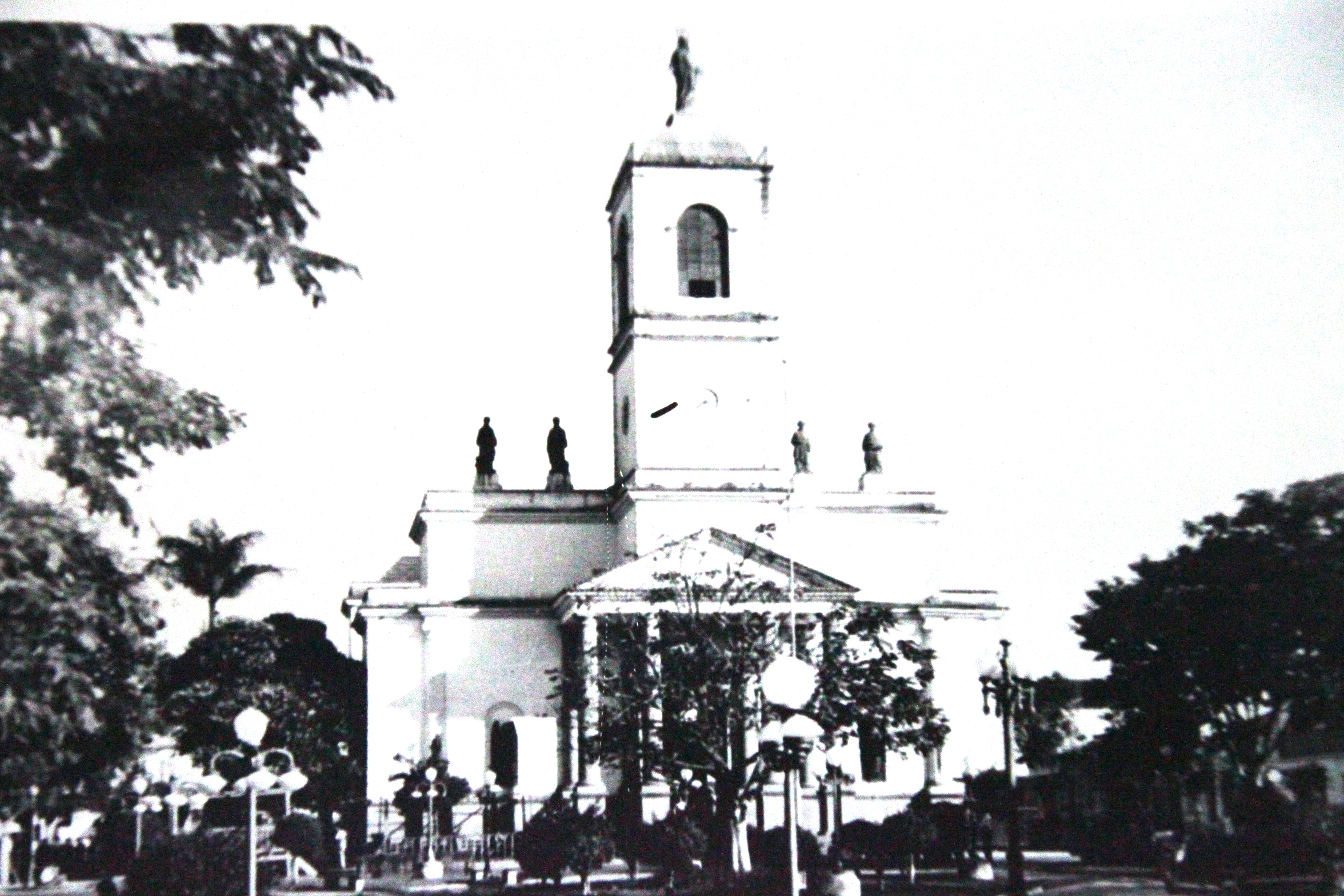
Igreja matriz em sua terceira arquitetura.

No dia 15 de dezembro de 1763, os paulistas Antônio Pires Pimentel e sua mulher Inácia da Silva, por escritura lavrada, doaram à Igreja Católica um terreno em que foi construída a capela de Nossa Senhora da Conceição, a qual, localizada perto do morro do Lopo, na Serra da Mantiqueira, nas cercanias de Atibaia, deu origem ao povoado de Conceição do Jaguari. Em 17 de outubro de 1797, o local é elevado à categoria de vila, recebendo o nome de Vila de Nova Bragança, em homenagem à gloriosa Dinastia de Bragança, então reinante em Portugal. A 24 de abril de 1856 a vila é elevada a cidade, com o nome de Bragança. Em 24 de julho de 1925, o papa então reinante, Pio XI, pela bula Ad Sacram Petri Sedem, cria a diocese de Bragança no Brasil. O seu território, em quase toda a extensão, foi tirado da Arquidiocese de São Paulo e, em parte, da então Diocese de Campinas, da qual Bragança tornou-se diocese sufragânea em 1958, com a criação da Província Eclesiástica de Campinas. Atualmente (2006) a Diocese de Bragança Paulista compreende dezoito municípios e cinquenta e uma paróquias, num território de 4.400 quilômetros quadrados. Desde a sua criação, a diocese foi governada por seis bispos diocesanos e um administrador apostólico.

## Bispos
Bispos encarregados da diocese:
| #                        | Nome                                 | Período    | Notas                         |
| ------------------------ | ------------------------------------ | ---------- | ----------------------------- |
| 6º                       | Sérgio Aparecido Colombo             | 2009–atual |                               |
| 5º                       | José Maria Pinheiro                  | 2005–2009  |                               |
| 4º                       | Bruno Gamberini                      | 1995–2004  | Nomeado Arcebispo de Campinas |
| 3º                       | Antônio Pedro Misiara                | 1976–1995  |                               |
| 2º                       | José Lafayette Ferreira Álvares      | 1971–1976  |                               |
| 1°                       | José Maurício da Rocha               | 1927–1969  |                               |
| Administrador apostólico |                                      |            |                               |
|                          | Duarte Leopoldo e Silva              | 1925–1927  | Arcebispo de São Paulo        |
|                          | Gabriel Paulino Bueno Couto, O.Carm. | 1968–1971  | Bispo de Jundiaí              |
| Administrador diocesano  |                                      |            |                               |
|                          | Giovanni Barrese                     | 2004–2005  |                               |

## Foranias
A diocese de Bragança Paulista divide-se em quatro foranias:  Bragança, Atibaia, Itatiba e Mairiporã.
Forania de Bragança
- Bragança
  - Nossa Senhora da Conceição - Curato da Catedral (1765)
  - Santa Teresinha (1948)
  - Santa Luzia (1977)
  - Nossa Senhora Aparecida (1977)
  - São Francisco de Assis (1978)
  - Nossa Senhora da Esperança (1983)
  - Coração Imaculado de Maria (1992)
  - São Benedito (1992)
  - São José (2004)
  - Santa Rita de Cássia (2013)
  - São Lázaro de Betânia (2014)
- Pedra Bela
  - São Sebastião (1943)
- Pinhalzinho
  - Nossa Senhora de Copacabana (1944)
- Socorro
  - Nossa Senhora do Perpétuo Socorro (1833)
  - Nossa Senhora da Conceição Aparecida (2012)
- Vargem
  - Santo Antônio (1948)
- Tuiuti
  - São Sebastião (1928)

Forania de Atibaia
- Atibaia
  - São João Batista(1719)
  - Cristo Rei (1968)
  - São Sebastião (1980)
  - São Pedro (1987)
  - Nossa Senhora Aparecida (1989)
  - São Benedito (1997)
  - Sagrado Coração de Jesus (2006)
  - "A Senhora de todos os povos" - Santuário (2012)
- Bom Jesus dos Perdões
  - Bom Jesus dos Perdões - Santuário (1913)
- Joanópolis
  - São João Batista (1898)
- Nazaré Paulista
  - Nossa Senhora de Nazaré (1688)
- Piracaia
  - Santo Antônio da Cachoeira (1830)
  - Nossa Senhora do Perpétuo Socorro (2004)
  - São Brás (2008)

Forania de Itatiba
- Itatiba
  - Nossa Senhora do Belém - Basílica (1830)
  - Nossa Senhora do Rosário de Fátima (1959)
  - São Bento e Nossa Senhora Rosa Mística (1980)
  - Santo Antônio e Nossa Senhora Aparecida (1989)
  - Santa Cruz (1993)
  - Nossa Senhora da Penha (1993)
  - Santa Rita de Cássia (2004)
- Jarinu
  - Nossa Senhora do Carmo (1867)
  - Mãe Rainha e Vencedora três vezes admirável de Schoenstatt (2009)
  - Nossa Senhora de Fátima (2014)
- Morungaba
  - Imaculada Conceição (1898)

Forania de Mairiporã
- Mairiporã
  - Nossa Senhora do Desterro (1784)
  - Bom Jesus da Pedra Fria (1979)
  - Nossa Senhora de Lourdes (2002)

- Caieiras
  - Santo Antônio Centro (1966)
  - Santa Rita de Cássia (1986)
  - Nossa Senhora Aparecida (1990)
  - Virgem dos Pobres - Santuário (2008)
  - Nossa Senhora da Esperança (2004)
  - Nossa Senhora das Graças (2009)
- Francisco Morato
  - Sagrado Coração (1961)
  - Menino Jesus e São Benedito (1980)
  - Santo Antônio de Pádua (1992)
  - São Vicente de Paulo (2012)
  - Nossa Senhora de Guadalupe (2014)
- Franco da Rocha
  - Imaculada Conceição (1940)
  - Nossa Senhora de Fátima (1977)
  - Bom Jesus da Paradinha (1987)
  - Cristo Ressuscitado (1998)